# Министерство здравоохранения Российской Федерации
Министерство здравоохранения Российской Федерации (Минздрав России) — федеральный орган исполнительной власти Российской Федерации, осуществляющий функции по выработке и реализации государственной политики и нормативно-правовому регулированию в сфере здравоохранения, обязательного медицинского страхования, обращения лекарственных средств для медицинского применения, включая вопросы организации профилактики заболеваний, в том числе инфекционных заболеваний и СПИДа, медицинской помощи, медицинской реабилитации и медицинских экспертиз (за исключением медико-социальной экспертизы и военно-врачебной экспертизы), фармацевтической деятельности, включая обеспечение качества, эффективности и безопасности лекарственных средств для медицинского применения, обращения медицинских изделий, санитарно-эпидемиологического благополучия населения (за исключением разработки и утверждения государственных санитарно-эпидемиологических правил и гигиенических нормативов), медико-биологической оценки воздействия на организм человека особо опасных факторов физической и химической природы, курортного дела, функции по выработке и реализации государственной политики в сфере медико-биологического обеспечения спортсменов спортивных сборных команд России, медико-санитарного обеспечения работников отдельных отраслей экономики с особо опасными условиями труда, а также по управлению государственным имуществом и оказанию государственных услуг в сфере здравоохранения, включая оказание медицинской помощи, внедрение современных медицинских технологий, новых методов профилактики, диагностики, лечения и реабилитации, проведение судебно-медицинских и судебно-психиатрических экспертиз, организацию среднего профессионального, высшего и дополнительного профессионального медицинского и фармацевтического образования и предоставление услуг в области курортного дела.

## История
В 1992 году, после распада СССР, Министерство здравоохранения СССР было ликвидировано, а Министерство здравоохранения РСФСР было преобразовано в Министерство здравоохранения Российской Федерации (Минздрав России).

В марте 2004 года министерство было упразднено указом Президента России № 314 от 9 марта 2004 года.
12. Упразднить:

Министерство здравоохранения Российской Федерации;
21 мая 2012 года Министерство здравоохранения Российской Федерации было вновь выделено из Министерства здравоохранения и социального развития Российской Федерации.

## Руководство

### Министры
- Скворцова Вероника Игоревна (с 21 мая 2012 — 21 января 2020)[3]
- Мурашко Михаил Альбертович (с 21 января 2020)[4][5]

### Действующие заместители министра
- Фисенко Виктор Сергеевич (с 15 февраля 2021) — первый заместитель
- Зеленский Владимир Анатольевич (с 8 декабря 2021) — первый заместитель
- Хорова Наталья Александровна (с 11 июня 2014)
- Салагай Олег Олегович (заместитель — с 12 марта 2018, статс-секретарь — с 3 июля 2023) — статс-секретарь — заместитель
- Камкин Евгений Геннадьевич (с 30 июля 2018)
- Семёнова Татьяна Владимировна (с 22 апреля 2019)
- Пугачев Павел Сергеевич (с 19 февраля 2020)
- Глаголев Сергей Владимирович (с 15 февраля 2021)
- Плутницкий Андрей Николаевич (с 18 января 2022)
- Котов Евгений Григорьевич (с 3 июля 2023)

### Бывшие заместители министра
- Костенников Дмитрий Вячеславович (10 июля 2013 — 31 марта 2020) — статс-секретарь — заместитель
- Фаррахов Айрат Закиевич (4 сентября 2013 — 5 июня 2014)
- Краевой Сергей Александрович (12 сентября 2013 — 2 марта 2020)
- Каграманян Игорь Николаевич (10 июля 2014 — 23 сентября 2017) — первый заместитель
- Яковлева Татьяна Владимировна (26 июня 2018 — 10 марта 2020) — первый заместитель
- Бойко Елена Львовна (30 декабря 2018 — 27 января 2020)
- Уйба Владимир Викторович (22 января — 3 апреля 2020)
- Фисенко Виктор Сергеевич (13 марта 2020 — 15 февраля 2021)
- Дронова Александра Викторовна (1 апреля 2020 — неизвестно) — статс-секретарь — заместитель
- Гриднев Олег Владимирович (15 апреля 2020 — 18 января 2022)
- Каграманян Игорь Николаевич (30 мая 2020 — 15 января 2021) — первый заместитель

## Структура
Структура центрального аппарата Минздрава России включает в себя подразделения, которые именуются департаментами. Департаменты, в свою очередь, делятся на отделы. Департаменты возглавляются директорами, а их отделы — начальниками. На 2023 год Минздрав России состоит из 16 департаментов.

## Полномочия
Министерство здравоохранения Российской Федерации осуществляет свои полномочия в следующих областях:
- Здравоохранение, включая организацию медицинской профилактики, медицинской помощи, медицинской реабилитации и медицинских экспертиз (за исключением медико-социальной экспертизы и военно-врачебной экспертизы).
- Внедрение современных медицинских технологий, новых методов профилактики, диагностики, лечения и реабилитации.
- Обязательное медицинское страхование.
- Фармацевтическая деятельность.
- Обращение лекарственных средств для медицинского применения.
- Качество, эффективность и безопасность лекарственных средств.
- Обращение медицинских изделий.
- Курортное дело и предоставление услуг в области курортного дела.
- Санитарно-эпидемиологическое благополучие населения.
- Медико-санитарное обеспечение работников отдельных отраслей экономики с особо опасными условиями труда.
- Медико-биологическая оценка воздействия на организм человека особо опасных факторов физической и химической природы.
- Проведение судебно-медицинских и судебно-психиатрических экспертиз.
- Организация среднего, высшего, послевузовского и дополнительного медицинского и фармацевтического образования.

## Ведомственные награды
Министерство здравоохранения Российской Федерации имеет ведомственные награды, которые вручаются за особые достижения и заслуги в сфере здравоохранения: знак «Отличник здравоохранения», медали «За заслуги перед отечественным здравоохранением», «Медаль имени Николая Александровича Семашко», почётные грамоты и благодарности.